# 滾石 (雜誌)
《滾石》（英語：Rolling Stone）是美國的一個音樂雜誌，1967年由Jann Wenner與Ralph J. Gleason兩人共同創辦，是目前對於西洋樂壇影響力最大的文化刊物之一。該雜誌雖然不像《告示牌》一样推出常设排行榜和獎項，但不定期發表的各項排名資訊仍受到業界相當重視，尤其是該雜誌對於各項音樂作品的樂評，精闢獨到見解嚴苛，這些都使滾石雜誌成為具有公信力的權威音樂性雜誌。

## 历史
滾石雜誌成立於1967年的舊金山，創辦人是Jann Wenner（現仍是編輯與出版者）與樂評Ralph J. Gleason。一開始，專輯定位在報導與推廣嬉皮文化，但滾石雜誌本身不願被視作當時的地下雜誌，因此報導的求實標準十分嚴格，並且避免明顯的政治色彩。滾石在1970年代早期曾經一度政治色彩較為濃厚，不過這是受當時流行的荒誕新聞學所影響。到了1970年代中期，滾石雜誌已經建立了不小的影響力，當時西維雅的母親/虎克醫生合唱團還為雜誌作了首"Cover of the Rolling Stone"的暢銷單曲。1980年代，滾石雜誌仍然留住1960年代的傳奇評論家與70年代的萊斯特·班恩斯，不過卻與現實妥協，開始認同一些過去所不屑的理念，如藥物檢驗。由於各方新雜誌，如《Maxim》與《FHM》如雨後春筍般地出現，滾石為了挽回日趨下滑的銷售量，開始出現富有性暗示的內容。現時雜誌主要刊載有關電影、電視和流行音樂等資訊。
從2000年開始，滾石雜誌開始出版搖滾樂上的排行榜：
- 2019年 滚石杂志百强单曲榜
- 2011年 滾石雜誌一百大吉他手
- 2003年 滾石雜誌五百大專輯
- 2003年 滾石雜誌一百大吉他手
- 2004年 滾石雜誌五百大歌曲
- 2004年 滾石雜誌五十個改變搖滾樂的時刻
- 1991年 滾石雜誌一百大專輯封面

## 版本

### 中文版
2006年，滚石與香港的万華傳媒合作，計劃合作出版中文版《滾石》。同年，万華傳媒和中國的《音像世界》雜誌出版社合作，推出了第一期中文版《滾石》。封面刊登了中國搖滾樂領軍人物崔健的照片，定價20元人民幣，並且贈送了一個印有“Rolling Stones”字樣的棒球帽。第一期雜誌，銷量很好，印刷的12万5千冊全部售空。但在銷售勝利的喜悅之後，中文版《滾石》被上海音像出版局下令禁止出版發行。給出的公開原因是因爲雜誌与境外刊物的版权合作沒有經過中央行政主管部門的審批，屬於非法出版物，因此勒令停刊。但由于杂志确实得到了美方授权，并非侵权，很快又恢复出版。但根据音像出版部门有关刊名标识的规定，封面上“Rolling Stone”字样明显小于刊号注册的杂志名“音像世界”。由于种种原因，中文版《滚石》与《音像世界》的合作在当年9月终止。自10月号起，中文版《滚石》开始与在贵州注册的《音乐时空》杂志社合作出版杂志。封面上的“Rolling Stone”字样与“音乐时空”字样大致相当，以尽可能突出它的身份。《滚石》中文版的主编，同时也是杂志运作的中心人物，是中国大陆著名摇滚人士郝舫。
2021年1月，RollingStone大水花通過中央審批，正式刊登中文版，由保羅·麥卡尼、泰勒絲和張楚、王源作為第一輯封面人物。
2021年12月30日，張惠妹榮登全球權威音樂雜誌Rolling Stone，成為該刊1976創辦以來，首次以歌手個人出版特刊的第一人，是全球第一位出版雙封面的歌手。

### 國際版
- 國際版 Australia 在澳洲悉尼出版，在日本也推出日文版。

## 延伸閱讀
- Rolling Stone Magazine: The Uncensored History - Robert Draper（英语：Robert Draper）

## 外部連結
- Rolling Stone website （页面存档备份，存于）
- 滚石杂志：最伟大的一百名吉他手 （页面存档备份，存于）